# Völkerpsychologie
 (décembre 2017).

La Völkerpsychologie (« völker » signifiant « peuple » en allemand), créée par Wilhelm Wundt, qu'il opposait à la « psychologie physiologique », désigne l'étude des processus psychiques supérieurs des individus par l'étude des lois psychologiques générales qui sont à la base des peuples, c'est-à-dire l'étude des langues, des mythes et des religions des peuples. Contrairement à l'idée reçue que la Völkerpsychologie est une psychologie des peuples, celle-ci fait en réalité abstraction des différences locales et nationales, sauf bien sûr dans le cas où elles permettent un éclaircissement dans l'étude de ces lois générales.